# Quatretonda
Quatretonda (o anche Cuatretonda) è un comune spagnolo di 2 540 abitanti situato nella comunità autonoma Valenciana.